# Mannschaftsaufstellungen der Schacholympiade der Frauen 1969
Die Tabellen nennen die Aufstellung der Mannschaften bei der Schacholympiade der Frauen 1969 in Lublin. Die 15 teilnehmenden Mannschaften spielten ein Rundenturnier, in dem jede Mannschaft gegen jede andere antrat. Zu jedem Team gehörten zwei Spielerinnen und maximal eine Ersatzspielerin. Für die Platzierung der Mannschaften waren die Brettpunkte vor den Mannschaftspunkten und der Sonneborn-Berger-Wertung maßgeblich.

## Mannschaften

### 1. Sowjetunion
| Platz | Land                 | G  | R | V | Brettp. | Mannschaftsp. |
| ----- | -------------------- | -- | - | - | ------- | ------------- |
| 1     | Sowjetunion          | 13 | 1 | 0 | 26      | 27            |
| Brett | Spielerin            | G  | R | V | Punkte  | Partien       |
| 1     | Nona Gaprindaschwili | 09 | 1 | 0 | 9,5     | 10            |
| 2     | Alla Kuschnir        | 08 | 1 | 0 | 8,5     | 9             |
| R     | Nana Alexandria      | 08 | 0 | 1 | 8       | 9             |

### 2. Ungarn
| Platz | Land           | G | R | V | Brettp. | Mannschaftsp. |
| ----- | -------------- | - | - | - | ------- | ------------- |
| 7     | Ungarn         | 9 | 3 | 2 | 20,5    | 21            |
| Brett | Spielerin      | G | R | V | Punkte  | Partien       |
| 1     | Mária Ivánka   | 7 | 2 | 3 | 8       | 12            |
| 2     | Zsuzsa Verőci  | 8 | 4 | 0 | 10      | 12            |
| R     | Károlyné Honfi | 2 | 1 | 1 | 2,5     | 4             |

### 3. Tschechoslowakei
| Platz | Land               | G | R | V | Brettp. | Mannschaftsp. |
| ----- | ------------------ | - | - | - | ------- | ------------- |
| 3     | Tschechoslowakei   | 9 | 2 | 3 | 19      | 20            |
| Brett | Spielerin          | G | R | V | Punkte  | Partien       |
| 1     | Štěpánka Vokřálová | 4 | 5 | 0 | 6,5     | 9             |
| 2     | Květa Eretová      | 5 | 3 | 1 | 6,5     | 9             |
| R     | Jana Malypetrová   | 5 | 2 | 3 | 6       | 10            |

### 4. Jugoslawien
| Platz | Land                          | G | R | V | Brettp. | Mannschaftsp. |
| ----- | ----------------------------- | - | - | - | ------- | ------------- |
| 4     | Jugoslawien                   | 9 | 3 | 2 | 18,5    | 21            |
| Brett | Spielerin                     | G | R | V | Punkte  | Partien       |
| 1     | Tereza Štadler                | 5 | 3 | 2 | 6,5     | 10            |
| 2     | Henrijeta Konarkowska-Sokolov | 5 | 3 | 1 | 6,5     | 9             |
| R     | Katarina Jovanović            | 4 | 3 | 2 | 5,5     | 9             |

### 5. Bulgarien
| Platz | Land               | G | R | V | Brettp. | Mannschaftsp. |
| ----- | ------------------ | - | - | - | ------- | ------------- |
| 5     | Bulgarien          | 8 | 3 | 3 | 17,5    | 19            |
| Brett | Spielerin          | G | R | V | Punkte  | Partien       |
| 1     | Wenka Asenowa      | 5 | 2 | 4 | 6       | 11            |
| 2     | Ewelina Trojanska  | 4 | 2 | 1 | 5       | 7             |
| R     | Antonina Georgieva | 5 | 3 | 2 | 6,5     | 10            |

### 6. DDR
| Platz | Land                  | G | R | V | Brettp. | Mannschaftsp. |
| ----- | --------------------- | - | - | - | ------- | ------------- |
| 6     | DDR                   | 6 | 4 | 4 | 17      | 16            |
| Brett | Spielerin             | G | R | V | Punkte  | Partien       |
| 1     | Waltraud Nowarra      | 5 | 3 | 2 | 6,5     | 10            |
| 2     | Edith Keller-Herrmann | 5 | 3 | 2 | 6,5     | 10            |
| R     | Gabriele Just         | 3 | 2 | 3 | 4       | 8             |

### 7. Rumänien
| Platz | Land                   | G | R | V | Brettp. | Mannschaftsp. |
| ----- | ---------------------- | - | - | - | ------- | ------------- |
| 7     | Rumänien               | 6 | 5 | 3 | 16,5    | 17            |
| Brett | Spielerin              | G | R | V | Punkte  | Partien       |
| 1     | Elisabeta Polihroniade | 5 | 4 | 3 | 7       | 12            |
| 2     | Gertrude Baumstark     | 2 | 2 | 4 | 3       | 8             |
| R     | Suzana Makai           | 5 | 3 | 0 | 6,5     | 8             |

### 8. Polen
| Platz | Land                  | G | R | V | Brettp. | Mannschaftsp. |
| ----- | --------------------- | - | - | - | ------- | ------------- |
| 8     | Polen                 | 7 | 3 | 4 | 16,5    | 17            |
| Brett | Spielerin             | G | R | V | Punkte  | Partien       |
| 1     | Krystyna Radzikowska  | 3 | 4 | 3 | 5       | 10            |
| 2     | Mirosława Litmanowicz | 5 | 4 | 2 | 7       | 11            |
| R     | Anna Jurczyńska       | 3 | 3 | 1 | 4,5     | 7             |

### 9. Niederlande
| Platz | Land            | G | R | V | Brettp. | Mannschaftsp. |
| ----- | --------------- | - | - | - | ------- | ------------- |
| 9     | Niederlande     | 5 | 3 | 6 | 13      | 13            |
| Brett | Spielerin       | G | R | V | Punkte  | Partien       |
| 1     | Ingrid Tuk      | 3 | 4 | 5 | 5       | 12            |
| 2     | Hendrika Timmer | 6 | 2 | 4 | 7       | 12            |
| R     | Fenny Heemskerk | 0 | 2 | 2 | 1       | 4             |

### 10. England
| Platz | Land         | G | R  | V | Brettp. | Mannschaftsp. |
| ----- | ------------ | - | -- | - | ------- | ------------- |
| 10    | England      | 5 | 03 | 6 | 12,5    | 13            |
| Brett | Spielerin    | G | R  | V | Punkte  | Partien       |
| 1     | Dinah Dobson | 1 | 10 | 3 | 6       | 14            |
| 2     | Rowena Bruce | 5 | 03 | 6 | 6,5     | 14            |

### 11. Deutschland
| Platz | Land             | G | R | V | Brettp. | Mannschaftsp. |
| ----- | ---------------- | - | - | - | ------- | ------------- |
| 11    | BR Deutschland   | 3 | 4 | 7 | 10      | 10            |
| Brett | Spielerin        | G | R | V | Punkte  | Partien       |
| 1     | Ursula Wasnetsky | 1 | 3 | 6 | 2,5     | 10            |
| 2     | Hannelore Jörger | 3 | 1 | 5 | 3,5     | 9             |
| R     | Irmgard Karner   | 3 | 2 | 4 | 4       | 9             |

### 12. Dänemark
| Platz | Land            | G | R | V | Brettp. | Mannschaftsp. |
| ----- | --------------- | - | - | - | ------- | ------------- |
| 12    | Dänemark        | 2 | 4 | 8 | 10      | 8             |
| Brett | Spielerin       | G | R | V | Punkte  | Partien       |
| 1     | Merete Haahr    | 3 | 3 | 5 | 4,5     | 11            |
| 2     | Ingrid Larsen   | 0 | 5 | 6 | 2,5     | 11            |
| R     | Johanne Nielsen | 3 | 0 | 3 | 3       | 6             |

### 13. Österreich
| Platz | Land               | G | R | V  | Brettp. | Mannschaftsp. |
| ----- | ------------------ | - | - | -- | ------- | ------------- |
| 13    | Österreich         | 0 | 3 | 11 | 6       | 3             |
| Brett | Spielerin          | G | R | V  | Punkte  | Partien       |
| 1     | Ingeborg Kattinger | 1 | 3 | 07 | 2,5     | 11            |
| 2     | Maria Ager         | 2 | 1 | 11 | 2,5     | 14            |
| R     | Wilma Samt         | 0 | 2 | 01 | 1       | 3             |

### 14. Belgien
| Platz | Land                   | G | R | V  | Brettp. | Mannschaftsp. |
| ----- | ---------------------- | - | - | -- | ------- | ------------- |
| 14    | Belgien                | 1 | 2 | 11 | 4,5     | 4             |
| Brett | Spielerin              | G | R | V  | Punkte  | Partien       |
| 1     | Caroline Vanderbeken   | 1 | 2 | 11 | 2       | 14            |
| 2     | Louise-Jeanne Loeffler | 2 | 1 | 11 | 2,5     | 14            |

### 15. Irland
| Platz | Land                  | G | R | V  | Brettp. | Mannschaftsp. |
| ----- | --------------------- | - | - | -- | ------- | ------------- |
| 15    | Irland                | 0 | 1 | 13 | 2,5     | 1             |
| Brett | Spielerin             | G | R | V  | Punkte  | Partien       |
| 1     | Mary Brannagan        | 0 | 2 | 07 | 1       | 9             |
| 2     | Aileen Noonan         | 1 | 0 | 09 | 1       | 10            |
| R     | Elizabeth Shaughnessy | 0 | 1 | 08 | 0,5     | 9             |